# Рудольф Свідерський
Рудольф Свідерський (нім. Rudolf Swiderski, пол. Rudolf Świderski; 28 липня 1878, Лейпциг — 2 серпня 1909, там само) — німецький шахіст.
Найкращі результати в міжнародних турнірах: Мюнхен (1900 — 1-е), Монте-Карло (1904) — 1-2-е (з Ф. Маршаллом); Кобург (1904) — 1-3-є (з К. Барделебеном і К. Шлехетером); Бармен (1905, турнір майстрів «Б») — 2-е місце. Учасник кругових міжнародних турнірів у Нюрнберзі (1906), Остенде (1907), Відні (1908), Дюссельдорфі (1908).
В останні роки життя припинив грати в шахи, зацікавився музикою. Вчинив самогубство.

## Спортивні досягнення
| Рік  | Місто       | Турнір                                 | +  | -  | = | Результат | Місце |
| ---- | ----------- | -------------------------------------- | -- | -- | - | --------- | ----- |
| 1899 | Амстердам   | Міжнародний турнір                     | 9  | 4  | 2 | 10 з 15   | 3-6   |
| 1902 | Ганновер    | 13-й конгрес Німецького шахового союзу | 5  | 6  | 6 | 8 з 17    | 9-10  |
| 1903 | Відень      | Міжнародний турнір (двоколовий)        | 6  | 7  | 5 | 8½ з 18   | 8     |
| 1904 | Монте-Карло | Міжнародний турнір (двоколовий)        | 6  | 4  | 0 | 6 з 10    | 1-2   |
|      | Кобург      | 14-й конгрес Німецького шахового союзу | 6  | 3  | 3 | 7½ з 12   | 1-3   |
|      | Монте-Карло | Міжнародний турнір (двоколовий)        | 1  | 7  | 2 | 2 з 10    | 6     |
| 1905 | Схевенінген | Міжнародний турнір                     | 7  | 4  | 2 | 8 з 13    | 4-5   |
|      | Бармен      | турнір майстрів «Б»                    | 11 | 4  | 2 | 12 з 17   | 2     |
| 1906 | Остенде     | Міжнародний турнір                     |    |    |   | з         |       |
|      | Нюрнберг    | 15-й конгрес Німецького шахового союзу | 4  | 8  | 4 | 6 з 16    | 13    |
| 1907 | Остенде     | Міжнародний турнір                     | 9  | 11 | 8 | 13 з 28   | 17    |
| 1908 | Відень      | Міжнародний турнір                     | 8  | 8  | 3 | 9½ з 19   | 12    |
|      | Дюссельдорф | 16-й конгрес Німецького шахового союзу | 4  | 8  | 3 | 5½ з 15   | 14-15 |